# کوپوکی
کوپوکی (به لاتین: Kopoky) یک منطقهٔ مسکونی در ماداگاسکار است که در استان تولیارا واقع شده‌است.
 کوپوکی  ۱۵٬۰۰۰ نفر جمعیت دارد و ۱۳۰ متر بالاتر از سطح دریا واقع شده‌است.